# سلول ویگنر–سیتز

نحوهٔ ایجاد سلول ویگنر-سیتز در شبکه دو بعدی

سلول ویگنر-سیتز (به انگلیسی: Wigner–Seitz cell) یک چند وجهی به مرکز یک نقطه شبکه است که فاصلهٔ هر نقطه داخل آن از مرکز سلول، کوچکتر از فاصلهٔ همان نقطه تا نقاط دیگر شبکه است. می‌توان ثابت کرد که سلول ویگنز-سیتز نوعی سلول واحد شبکه بلوری است. به فضای داخل سلول، دامنهٔ تاثیر گفته می‌شود. این ناحیه ناحیه دیریکله یا ناحیه ورونویی نیز نامیده شده‌است.
این سلول به نام یوجین ویگنر و فردریک سیتز فیزیکدانان آمریکایی نامگذاری شده‌است.